# Synopsia sociaria
Synopsia sociaria, zuweilen auch Sandrasen-Braunstreifenspanner oder Heidekraut-Braunstreifenspanner genannt, ist ein Schmetterling (Nachtfalter) aus der Familie der Spanner (Geometridae).

## Merkmale

### Falter
Die Flügelspannweite beträgt etwa 28 bis 34 Millimeter. Auf den Flügeln herrschen hellgraue und bräunliche Tönungen vor. An die gebogene, schwarz gefärbte innere Querlinie schließt sich ein dunkelbraun gefärbter Streifen an. Die zuweilen doppelt angelegte, schwarz gefärbte äußere Querlinie zeigt in der Nähe des Vorderrandes eine markante und arttypische zackenartige Ausbuchtung. Die äußere Querlinie setzt sich auf den Hinterflügeln fort. Die Fühler der Männchen sind beidseitig gekämmt, diejenigen der Weibchen sind schwach gekerbt.

### Ei
Das Ei hat eine ovale Form und ist mit zahlreichen Riefen versehen. Es hat zunächst eine gelbe Farbe, die sich später in dunkel violettrot wandelt.

### Raupe
Erwachsene Raupen haben eine graubraune Färbung. Charakteristisch sind zwei kurze Afterspitzen. Rückenlinien und Seitenstreifen sind meist undeutlich. Die dunklen Punktwarzen heben sich deutlicher ab.

### Puppe
Die Puppe ist gestreckt, schwarzbraun gefärbt, zeigt helle Segmenteinschnitte und hat einen kegelförmigen Kremaster, an dessen Ende zwei kleine hakenförmige Borsten sitzen.

### Ähnliche Arten
Synopsia sociaria ähnelt vielen Rindenspannerarten, insbesondere dem Ringfleck-Rindenspanner (Cleora cinctaria), unterscheidet sich aber insbesondere durch den schärfer gezackten Verlauf der äußeren Querlinie.

## Geographische Verbreitung und Vorkommen
Das Verbreitungsgebiet von Synopsia sociaria erstreckt sich durch das südliche Mitteleuropa bis ins westliche Zentralasien. Im Norden ist das Vorkommen von der Nordseeküste über das Baltikum bis nach Russland lückenhaft. Im Kaukasus lebt die ssp. S. sociaria unitaria. In den Alpen steigt die Art bis auf eine Höhe von 1500 Meter. Sie bewohnt bevorzugt Heidegebiete, trockene Hänge und Sandrasenflächen.

## Lebensweise
Die Falter sind nachtaktiv und fliegen in südlichen Regionen in zwei Generationen und zwar von Ende März bis Anfang Juni sowie von Anfang Juli bis Anfang Oktober. Nördlich der Alpen fliegt nur eine Generation, die im Juli und August erscheint. Sie besuchen zuweilen künstliche Lichtquellen. Die Raupen leben an verschiedenen Pflanzen, beispielsweise an Ginster- (Genista), Beifuß- (Artemisia) und Natternkopfarten (Echium) sowie an Heidekräutern (Erica). Sie überwintern. Die Verpuppung erfolgt an der Erde zwischen Moos.

## Gefährdung
Die Art gilt in den deutschen Bundesländern als ausgestorben bzw. verschollen und wird dementsprechend auf der Roten Liste gefährdeter Arten in Kategorie 0 geführt. Im 20. Jahrhundert war sie in der Lüneburger Heide lokal nicht selten und wurde auch in der Lausitz und in der Mark Brandenburg lokal nachgewiesen. Angaben über Funde in Baden-Württemberg beruhen offensichtlich auf Fehlbestimmungen.